# Podenco
Se denomina podenco a un tipo de perro de caza de orígenes antiguos. Existen varias razas en la actualidad a lo largo de todo el Mediterráneo: se cree que el origen de estas razas modernas está en el Antiguo Egipto (concretamente en la raza Tesem) y que los perros fueron difundidos por las costas mediterráneas por los fenicios. Su aspecto recuerda ligeramente a un chacal o a la imagen del dios egipcio Anubis.
Diversos estudios genéticos realizados en los últimos años han venido a concluir que, contrariamente a la extendida creencia de que el podenco es un tipo de perro primitivo importado hace unos 3000 años de la zona de Oriente Medio, estos perros en realidad guardan estrecha relación genética con el resto de los perros de caza europeos y no son más "primitivos" que la mayoría de ellos.

## Características
El podenco destaca por el amplio desarrollo de sus sentidos. Su visión, su olfato y su oído hacen que sea uno de los perros de caza más eficaces a la hora de buscar la presa. Son enormemente fieles, tanto que les cuesta adaptarse a un nuevo entorno o una nueva familia si son abandonados. Por desgracia, es una de las razas más maltratadas y abandonadas en los últimos tiempos. Son perros tranquilos, nada agresivos, dispuestos a dar amor y cariño continuamente. Son algo asustadizos y de primeras les cuesta confiar, pero, rápidamente, se convierten en los perros más amables y divertidos del mundo, teniendo así, incluso, una actitud admirable, siendo perros muy respetuosos y cariñosos con cualquier otro ser que sea bueno con ellos Y son escapistas.
Físicamente son estilizados, enérgicos y tienen un morro alargado bastante característico. Necesitan mucho ejercicio y descanso ya que son perros muy activos. Son ideales para cualquier tipo de familia, especialmente para familias con niños.  
Es una de las razas más empáticas existentes, de ahí nace esa fidelidad incondicional por su familia. Es enormemente sensible a los estados de ánimo, sabrá cómo te encuentras en todo momento e intentará demostrarte siempre que tienes su apoyo.

## Razas
La Federación Cinológica Internacional agrupa a los podencos dentro de la Sección 7 (Perros tipo primitivo -Perros de caza) del Grupo V. En cambio, el Pharaoh Hound, que en su lugar de origen (Malta) se utiliza para la caza del conejo, no está incluido en esta sección, sino en la Sección 6 (Perros tipo primitivo).

### Reconocidas por la FCI
|  |  |  |
|  |  |  |

### No reconocidas por la FCI
Otras razas, que pese a no estar reconocidas por la FCI poseen características morfológicas y de uso típicas de los podencos, son:

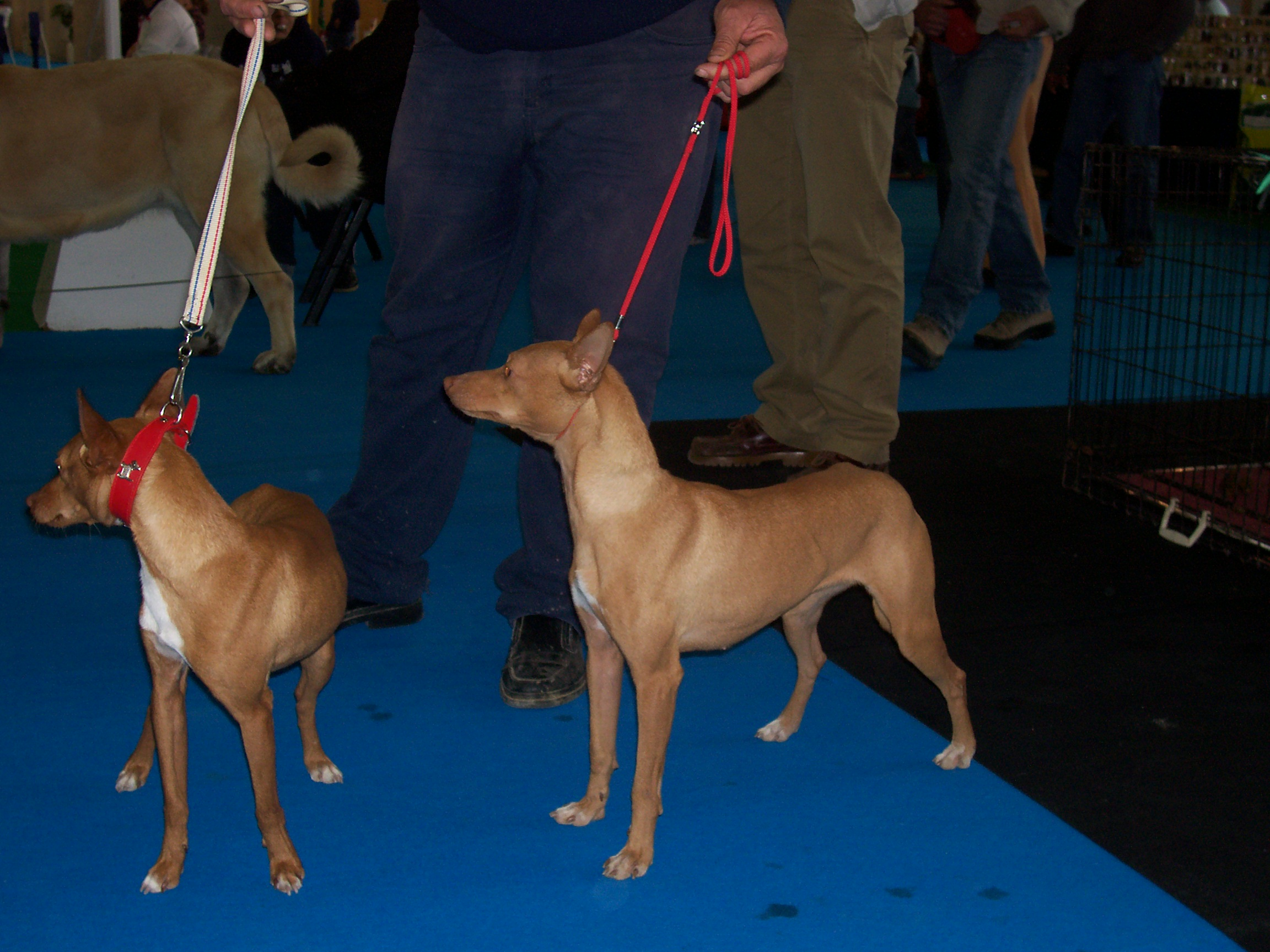
Podenco andaluz
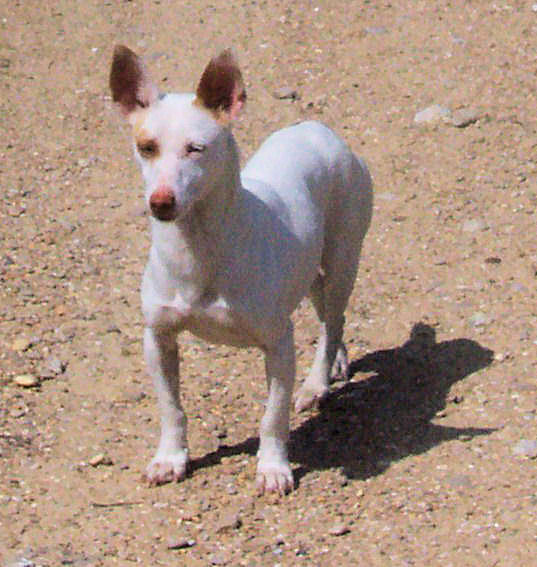
Podenco andaluz maneto
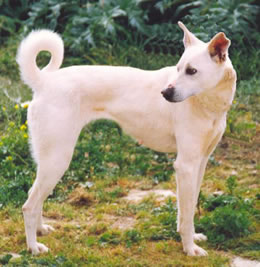
Kritikos Lagonikos o Podenco de Creta

- Ca coniller de Menorca
- Podenco enano del Hierro
- Podenco de Lampedusa o de Túnez
- Podenco francés
- Podenco gallego
- Podenco palmero (de monte de laurisilva)
- Podenco paternero
- Podenco valenciano o Xarnego valenciano
- Podenco orito
- Podenco de Porto Santo (Archipiélago de Madeira)
- Podenco campanero